# 손갑도
손갑도(孫甲道, 1960년 7월 12일~)는 대한민국의 은퇴한 레슬링 선수이다. 본관은 경주이다.

## 생애
부산광역시 출신으로 동아대학교 체육학과를 졸업하였다. 1973년 대연중학교 2학년 때에 형이던 손갑식의 권유를 계기로 레슬링을 시작하게 되었고 1978년 국가대표 선수에 발탁되어 1979년 몽골 인민공화국 울란바토르에서 열린 세계 주니어 선수권 대회에서 대한민국 선수로는 처음으로 은메달을 차지하였다.
이후 1981년 유고슬라비아 스코페에서 열린 세계 레슬링 선수권 대회에서 은메달, 1982년 뉴델리에서 열린 아시안 게임에서 은메달을 획득하였다. 1983년 일본 도쿄에서 열린 슈퍼 월드 챔피언 국제 레슬링 대회에서는 세계 선수권 대회 4연속 우승자인 소련의 세르게이 코르닐라예프를 결승전에서 누르고 금메달을 수상하였으며, 1984년 로스앤젤레스에서 열린 올림픽 동메달, 1986년 서울특별시에서 열린 아시안 게임 동메달 등 각종 국제 대회에서 입상하였다.
1988년 은퇴와 동시에 1988년 하계 올림픽에 참가한 대한민국 레슬링 국가대표팀의 트레이너를 맡은 바 있다. 1981년 10월 대한주택공사 2급 소장으로 재직 후 2010년 2월 퇴사하였다.

## 수상 기록
- 1979년 한국 신인 체육상 최우수 선수상
- 1981년 대한민국 체육훈장 백마장
- 1981년 체육포장
- 1982년 대통령 표창
- 1983년 대한 체육회 최우수 선수상
- 1984년 대한민국 체육훈장 거상장
- 1986년 대통령 표창